# Телеканалы Абхазии

Список телеканалов на территории частично признанной Республики Абхазия:

## Перечень общедоступных каналов
Обязательные общедоступные телеканалы являются обязательными для распространения на всей территории Республики Абхазия и бесплатными для потребителей. Эфирная наземная трансляция общедоступных обязательных телеканалов на всей территории Абхазии осуществляется совместным абхазо-российским предприятием «Экран».
Деятельность президента и других лидеров доминирует в новостях государственных СМИ. Новости подвергаются цензуре. Связи Абхазии с Россией не вызывают серьезных сомнений. Отношение к Грузии неизменно негативное.
Перечень обязательных общедоступных телеканалов утвержден Распоряжением президента Республики Абхазия от 20.11.2009:
| Название     | Учредитель                                | Сайт                          |
| ------------ | ----------------------------------------- | ----------------------------- |
| АГТРК        | Государственная телерадиокомпания Абхазии | www.apsua.tv                  |
| Россия-К     | ВГТРК                                     | smotrim.ru/live/channel/19201 |
| Россия 1     | ВГТРК                                     | www.smotrim.ru                |
| Россия-24    | ВГТРК                                     | www.vesti.ru                  |
| Первый канал | ОАО Первый канал                          | www.1tv.ru                    |
| НТВ          | Газпром-медиа                             | www.ntv.ru                    |
| Абаза ТВ     | "Телекомпания "ТВ-Абаза"                  | abaza.tv                      |

## Взаимоотношения с Грузией
Доступа к грузинскому телевидению практически нет, кроме спутникового.
Национальная комиссия Грузии по коммуникациям (НКГК) в 2008 и 2009 годах накладывала штрафы на российские телеканалы Россия-К, Россия 1, Первый канал, НТВ, ТВ Центр, которые незаконно, по мнению НКГК, осуществляют вещание на территории Абхазии и Южной Осетии.